# Lipa, Podklošter
Lipa (nemško Lind) je naselje v Občini Podklošter v Okraju Beljak-dežela na Koroškem v Avstriji.